# Les Planchettes
Les Planchettes sont une commune suisse du canton de Neuchâtel, située dans la région Montagnes.

## Géographie

Vue aérienne (1955).

Les Planchettes mesurent 11,73 km2. 3,0 % de cette superficie correspond à des surfaces d'habitat ou d'infrastructure, 37,5 % à des surfaces agricoles, 56,8 % à des surfaces boisées et 2,7 % à des surfaces improductives.
| Villers-le-lac ( France) |                 | Grand'Combe-des-Bois ( France) |
|                          | des Planchettes |                                |
| Le Locle                 |                 | La Chaux-de-Fonds              |

## Démographie
Les Planchettes comptent 213 habitants fin 2022. Sa densité de population atteint 18 hab./km2.
Le graphique suivant résume l'évolution de la population de Les Planchettes entre 1850 et 2008 :